# Abderrahmane Hammad
Abderrahmane Hammad (født 27. maj 1977) er en algerisk atlet som konkurrerer i højdespring.
Hammads største sejr var under OL 2000 i Sydney, hvor han vandt en bronzemedalje med 2,32. Samme år satte han en personlig rekord med et hop på 2,34 ved et stævne i Alger. 
Han blev afrikansk mester i 2002, og kom på en niende plads under VM 2001. Hammad deltog også i OL 2004 i Athen, men der kvalificerede han sig ikke til Finalen.